# Нижнее Бугаево
Нижнее Бугаево (коми Улыс Бугаев) — упразднённая деревня в Усть-Цилемском районе Республики Коми России.

## История
По состоянию на 1920 год, в деревне Бугаево Нижнее (Никитинских и Краевские) имелось 22 двора (20 русских и 2 зырянских) и проживало 96 человек (44 мужчины и 52 женщины). В административном отношении входила в состав Бугаевского общества Бугаевской волости Печорского уезда. В 1974 году исключена из учётных данных.

## География
Урочище находится в северо-западной части Республики Коми, на левом берегу реки Печоры, на расстоянии примерно 63 километров (по прямой) к северо-северо-востоку (NNE) от села Усть-Цильма, административного центра района. Абсолютная высота — 24 метра над уровнем моря.